# Emilio Nsue López
Emilio Nsue López (Palma, 30 de setembre de 1989) és un futbolista mallorquí que juga com a davanter centre, segona punta o fins i tot mitjapunta. Actualment juga al CF Intercity.

## Trajectòria
Va formar-se al planter del RCD Mallorca i ha anat promocionant fins al primer equip. L'estiu de 2008, davant les poques oportunitats de jugar a Primera divisió, va marxar cedit al CE Castelló on rendí a un bon nivell, la següent temporada fou cedit a la Reial Societat, on també comptà amb nombroses oportunitats.
Finalment la temporada 2010/11 tornà al seu equip, el RCD Mallorca. El qual a causa dels greus problemes econòmics conformà un equip ple de canterans per afrontar la temporada.

### Internacional
Malgrat tindre ascendència equatoguineana, Emilio Nsue ha estat internacional amb les categories inferiors de la selecció espanyola, proclamant-se campió d'Europa sub-19 a Àustria el 2007. El juny de 2011 formà part de la selecció espanyola de futbol Sub-21 que va guanyar el Campionat d'Europa de futbol sub-21 de 2011, celebrat a Dinamarca. El 10 de febrer de 2009 va debutar amb la Selecció d'Espanya sub-21, substituint Diego Capel, en un partit amistós contra la Noruega a Cartagena.
Malgrat tindre ascendència equatoguineana, Emilio Nsue ha estat internacional amb les categories inferiors de la selecció espanyola, proclamant-se campió d'Europa sub-19 a Àustria el 2007. El juny de 2011 formà part de la selecció espanyola de futbol Sub-21 que va guanyar el Campionat d'Europa de futbol sub-21 de 2011, celebrat a Dinamarca. El 10 de febrer de 2009 va debutar amb la Selecció d'Espanya sub-21, substituint Diego Capel, en un partit amistós contra la Noruega a Cartagena.

## Palmarès
- 1 Eurocopa sub-19: 2007.
- 1 Medalla d'or als Jocs del Mediterrani: 2009.
- 1 Eurocopa sub-19: 2011.[6]